# Balthazar Baro
Pour les articles homonymes, voir Baro (homonymie).
Balthazar Baro, né à Valence en 1596 et mort à Paris en 1650, est un poète, romancier et auteur dramatique français.

## Sa vie et son œuvre
Fils d'un professeur à l'université de Valence, il fait ses études à Tournon-sur-Rhône puis à Valence, où il obtient le titre de docteur en droit en 1615. Devenu secrétaire d'Honoré d'Urfé, qu'il a certainement connu à Tournon où ils fréquentaient le même collège, il publie L'Astrée, roman d'aventures que la mort de son auteur laissait inachevé, et lui donne une suite, composée d'après les mémoires de son maître, en 1628. Venu à Paris, il fréquente le cercle de la duchesse de Chevreuse, ennemie jurée de Richelieu, mais l'immense succès de L'Astrée lui ouvre néanmoins les portes de la récente Académie française en 1636. Après avoir été gentilhomme de la duchesse de Montpensier, il occupe vers la fin de sa vie deux emplois, celui de procureur au présidial de Valence et celui de trésorier de France à Montpellier.
L'œuvre de Balthazar Baro comprend en outre quatre poèmes dramatiques, trois tragédies, deux odes, une pastorale et un poème héroïque. Ce dernier, Célinde, paru en 1629, se compose de cinq actes en prose au milieu desquels l'auteur introduit un passage d'environ trois cents vers évoquant la tragédie d'Holopherne, qui constituerait la première apparition dans la littérature française du « théâtre dans le théâtre ». Toutefois, si l'on en croit Paul Pellisson, « son plus grand et son principal ouvrage est La Conclusion d'Astrée, où il semble avoir été inspiré par le génie de son maître ».
Dans son Cyrano, Edmond Rostand a évoqué, pour s'en moquer, une représentation de La Clorise de Baro. Elle a lieu à l'hôtel de Bourgogne, où l'on assiste dans la salle au dialogue suivant :
LE JEUNE HOMME (à son père) - Que va-t-on nous jouer ?
LE BOURGEOIS - Clorise.
LE JEUNE HOMME - De qui est-ce?
LE BOURGEOIS - De monsieur Balthazar Baro. C'est une pièce !
La critique est portée par la parole du héros de Rostand :
CYRANO tournant sa chaise vers le bourgeois, respectueusement - Vieille mule,
Les vers du vieux Baro valant moins que zéro,
J’interromps sans remords !

## Œuvres
- Lasrée de Messire Honoré d'Urfé (1618-28) (5 volumes)
- Célinde, poème héroïque (1629)
- La Clorise, pastorale (1632)
- Contre l'autheur d'un libelle, ode pour Monseigneur l'éminentissime cardinal duc de Richelieu (1637)
- La Parthénie, dédiée à Mademoiselle (1642)
- La Clarimonde, dédiée à la Reine (1643)
- Le Prince fugitif, poëme dramatique en cinq actes en vers (1649)
- Sainct Eustache martyr, poëme dramatique  (1649)
- Cariste, ou les Charmes de la beauté, poëme dramatique (1651)
- Rosemonde, tragédie (1651)
- L'Amante vindicative, poëme dramatique (1652)